# Bình Lãng, Tứ Kỳ
Bình Lãng là một xã thuộc khu vực giữa huyện Tứ Kỳ, tỉnh Hải Dương.

## Tên gọi
Về ý nghĩa tên gọi: "Bình" (平): thanh bình, "Lãng"(朗): ánh sáng; "Bình Lãng": ánh sáng thanh bình.
Chưa xác định được tên gọi Bình Lãng bắt đầu được sử dụng từ bao giờ. Tuy nhiên, theo bia đá "An Lạc tự hồng chung bi ký" ở An Lạc Tự (Chùa Núi) được khắc ghi vào năm Mạc Đoan Thái thứ 3 (1588) có nhắc đến tên "xã Bình Lãng" bên cạnh tên Tứ Kỳ và Hải Dương. Như vậy năm 1588 được xác định là năm muộn nhất mà tên Bình Lãng được sử dụng.

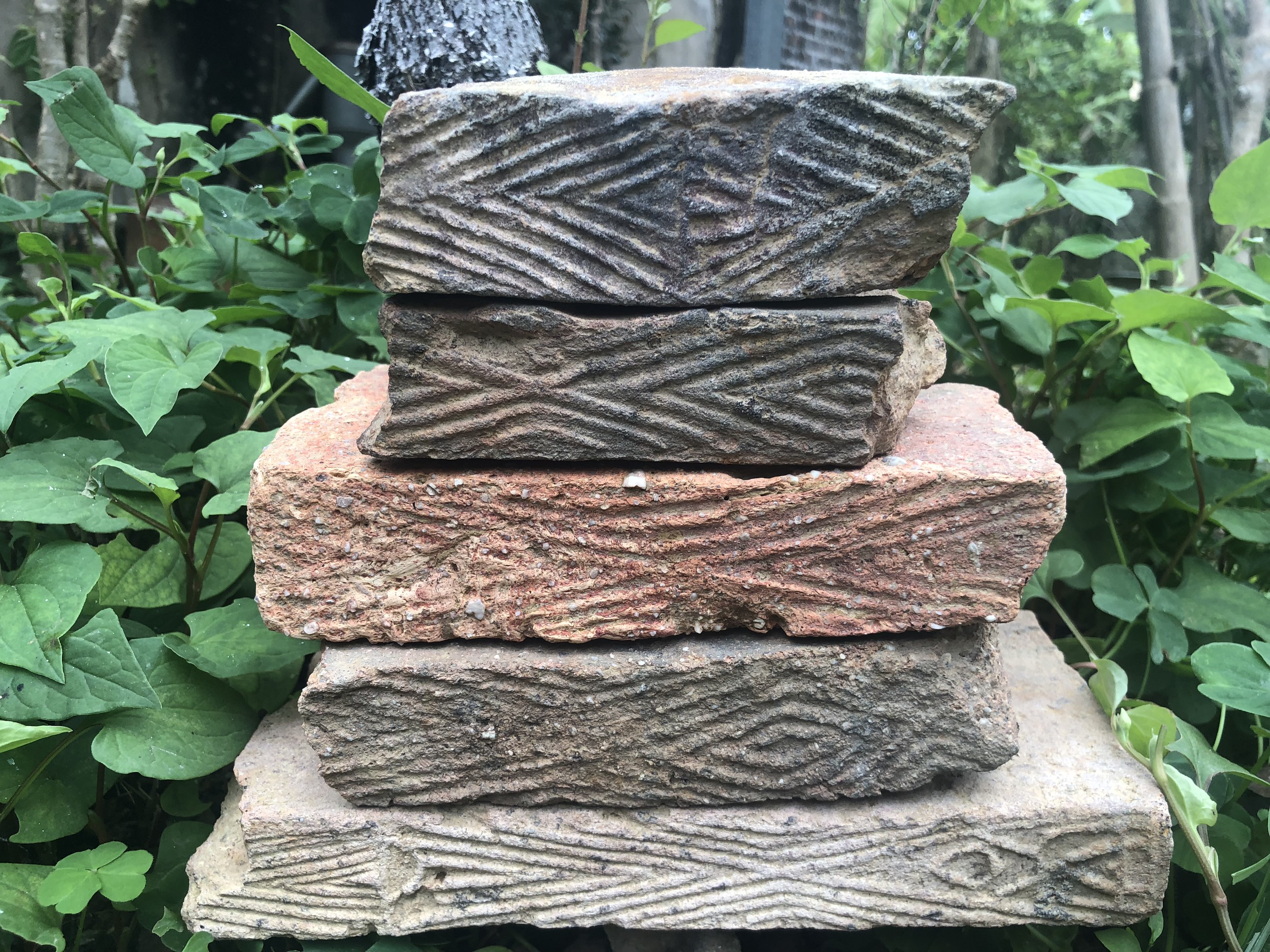
Gạch mộ Hán ở Đống Cao, làng Khổng Lý (niên đại gần 2000 năm)

Với vị trí gần sông Thái Bình, Bình Lãng đã có lịch sử hình thành và phát triển hàng ngàn năm. Hiện vật cổ nhất cho đến nay là những viên gạch mộ Hán với hoa văn hình ô trám được tìm thấy ở Đống Cao, làng Khổng Lý có niên đại gần 2000 năm trước.

## Vị trí địa lý
Bình Lãng với hình dạng như một con dao cầu đang thái thuốc mà chuôi dao là Khổng Lý và vốn có lãnh thổ là một bán đảo chồi ra phía đông bắc với 3 mặt nước: Sông Cái ở đông bắc, vụng Lạng ở phía Tây, còn phía đông là một phụ lưu của sông Cái chảy về phía An Phòng.
Bình Lãng giáp với Lạc Dục (Dọc) - Hưng Đạo, Ngọc Trấn - Tái Sơn, Thái Lãng - Quang Phục và Toại An - Đông Kỳ.
Bình Lãng được bao bọc bởi bốn con sông: Từ phía bắc chảy xuống là sông Cái (Thái Bình), phía Tây có sông Dọc từ Khổng Lý (khi chảy đến thôn Thượng đã uốn khúc thành 1 vụng nước có tên là sông Mồ Cối (Bến Ả) sau tiếp tục chảy qua chùa cổ Đống Nương, Cầu Muồng rồi đổ vào Thái Lãng, An Cống; sông Giếng Củng từ Đầu Đàng chảy theo hướng Bắc - Nam đến cửa đình Khổng Lý thì uốn khúc thành một vụng nước lớn; phía Đông là sông Bến từ sông Cái chảy qua chùa Duyên Khánh uốn khúc đến chùa Núi (ở đây nó có tên là sông Vàng hay còn gọi là sông Xước) sau đó tiếp tục đổ đến Thái Lãng - Chính dòng sông này là ranh giới tự nhiên giữa Bình Lãng với Toại An.

## Hành chính
Xưa có câu ca: "Đầu Trắm, đuôi Mè, giữa khe Tam Lạng" để nói về xã Bình Lãng trong lịch sử có 3 thôn: Khổng Lý (Lạng Khổng) ở phía bắc, Thượng ở phía tây (tên nôm: Lạng Thượng) và Đông ở phía đông (tên nôm: Lạng Đông). Mỗi thôn lại có nhiều xóm;.

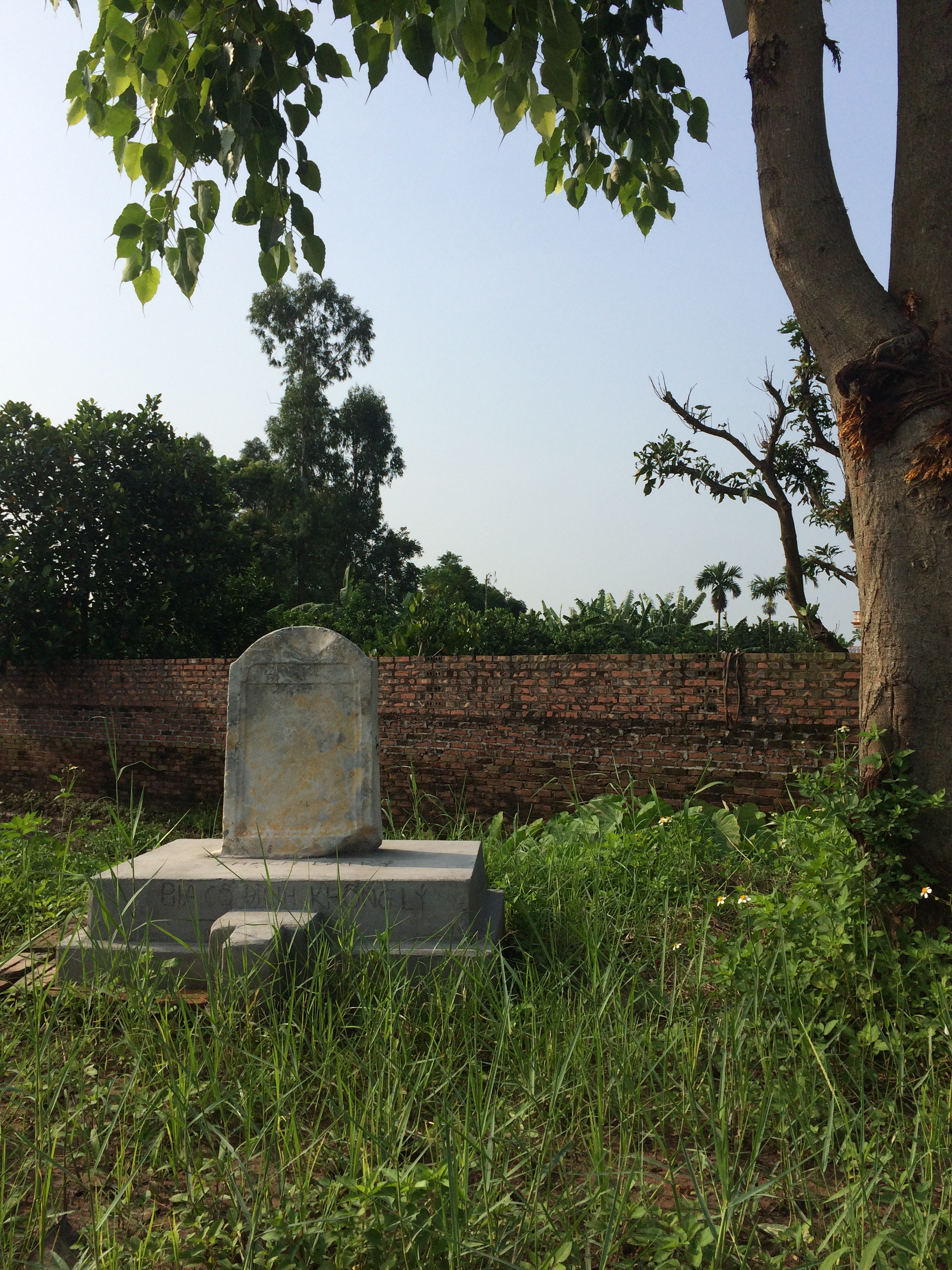
Bia cổ đình làng Khổng (Thạch bài ký)

## Di tích
Xưa kia, cả xã Bình Lãng có 3 ngôi đình ở 3 làng, 5 ngôi chùa cùng nhiều miếu, đền, văn chỉ, lăng tẩm...

## Giáo dục
Bình Lãng có người đỗ tiến sĩ được khắc ghi và bia đá ở Thăng Long như:
- Nguyễn Sách Hiển (sinh năm 1545) thôn Thượng đỗ Đệ tam giáp đồng tiến sĩ dưới triều Lê Trung Hưng năm 1580 làm quan đến chức "Công bộ cấp sự trung"
- Nguyễn Tá Tướng (sinh năm 1617) thôn Đông,đỗ Đệ tam giáp đồng tiến sĩ xuất thân năm 1646 làm quan đến chức Giám sát ngự sử.
- Khương Thế Hiền (sinh năm 1608) thôn Thượng, đỗ Thám hoa năm 1650 làm quan đến chức Hữu thị lang bộ Lại.

## Nhân vật
Bà Chúa Chén (Nguyễn Thị Ngọc Chén) sinh năm 1589 tại thôn Thượng, mất ngày 09/8/1626 tại Ô Mễ. Bà là vợ của chúa Trịnh Tùng được phong "Vương phủ đệ tam cung tần". Chính bà đã cung tiến một sào ao làm giếng đình Thượng để mua hậu thần cho gia đình của bà.

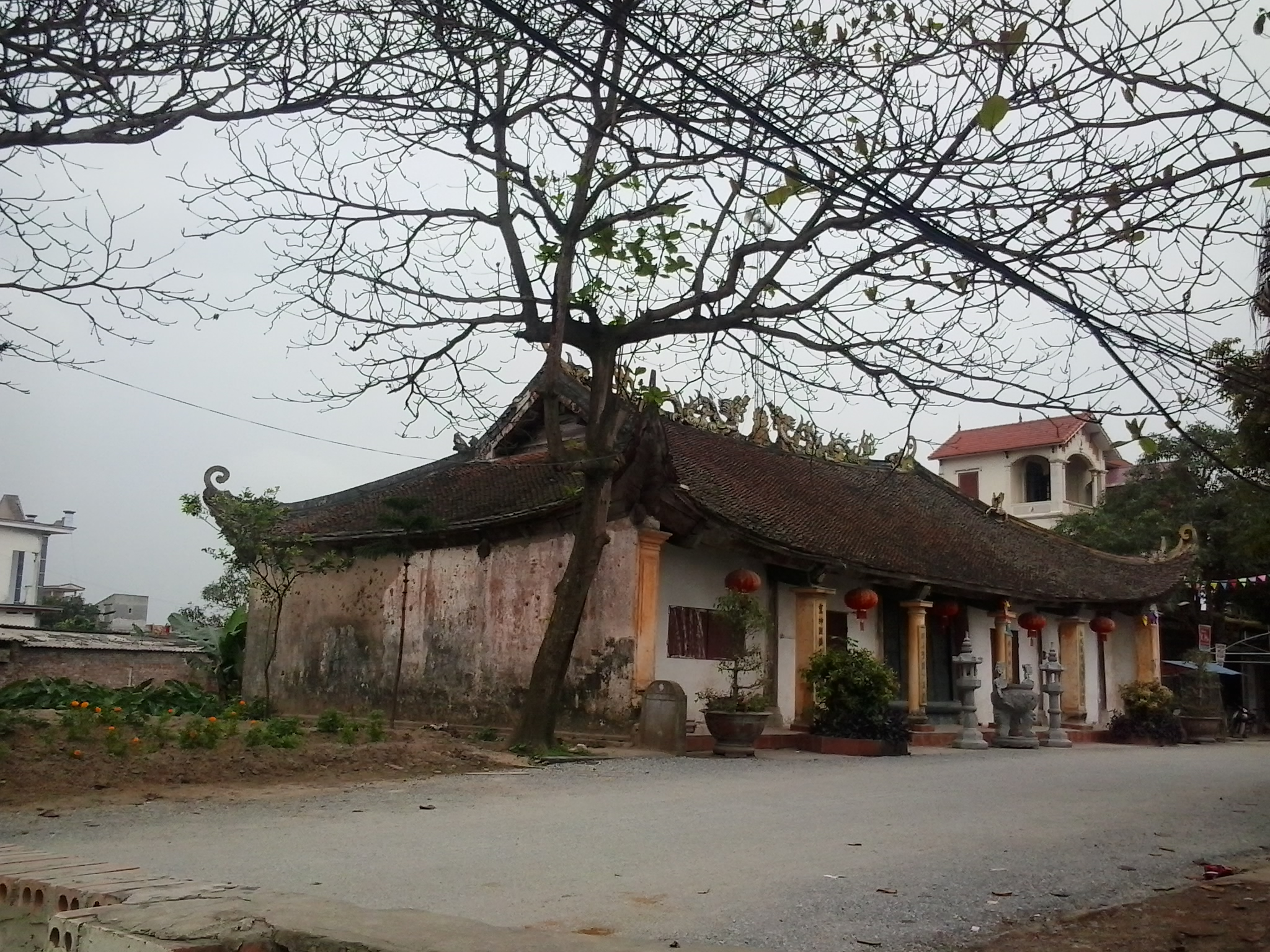
đình làng Thượng (1916 - 2021)

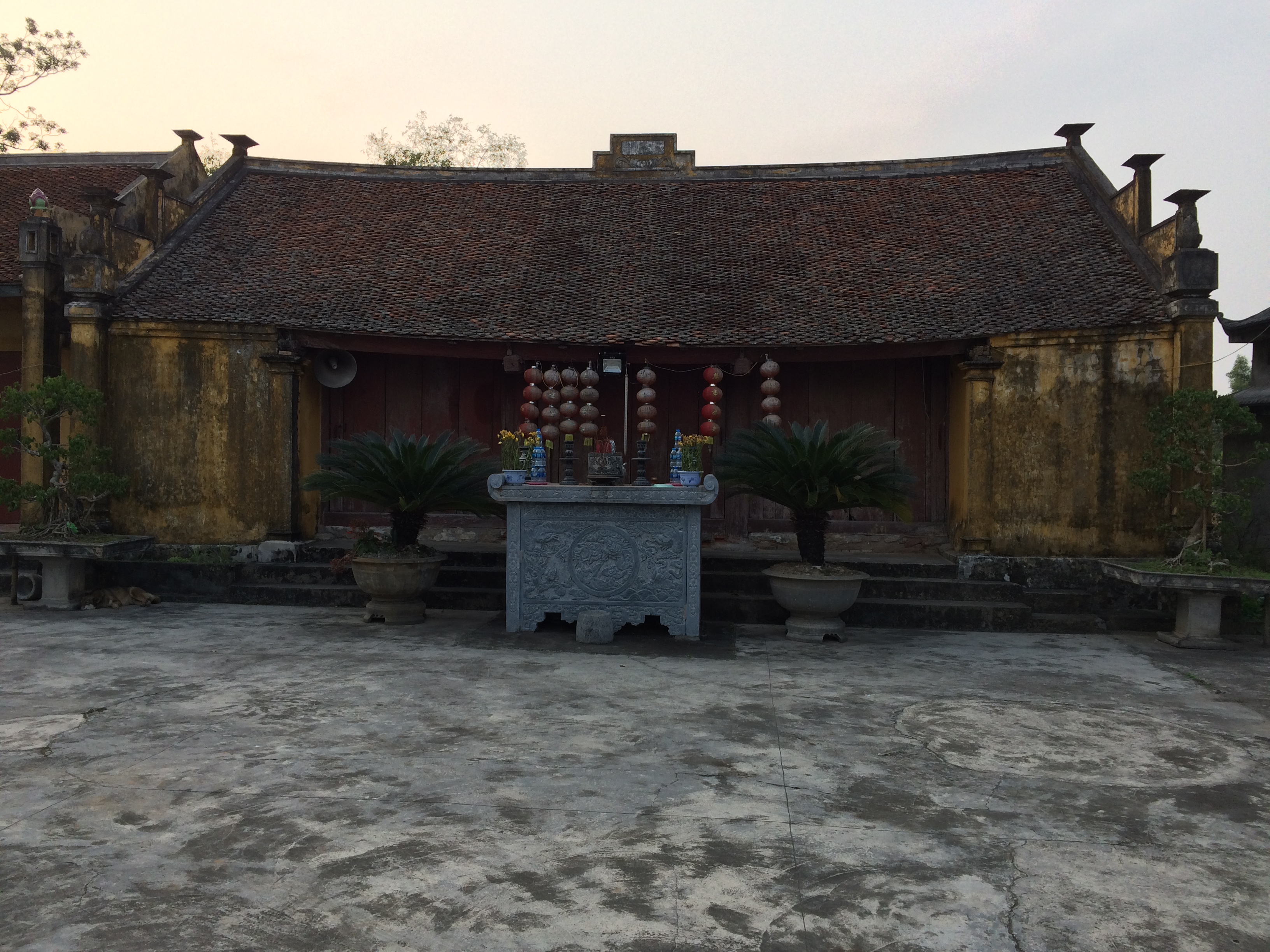

Bà Bổi Lạng (Nguyễn Thị Thuyết) sinh tại thôn Đông, mất ngày 27/9/1721, bà vốn xuất thân nghèo khó; sau trở nên giàu có, bà đã từ thiện cho rất nhiều nơi trong huyện. Đình thôn Đông từng thờ gia đình bà làm hậu thần.
Ông Nguyễn Ngọc Sẫm, Chủ tịch, Bí thư huyện Tứ Kỳ (2014 - 2024).